# Anthracothecium
Anthracothecium is een geslacht van schimmels uit de familie Pyrenulaceae. De typesoort is Anthracothecium doleschallii.

## Soorten
Volgens Index Fungorum telt het geslacht 15 soorten (peildatum februari 2023):
| Soortnaam                     | Auteur(s)                                         | Publicatiejaar |
| ----------------------------- | ------------------------------------------------- | -------------- |
| Anthracothecium amphitropum   | Müll. Arg.                                        | 1883           |
| Anthracothecium aurantiacum   | (Trevis.) Müll. Arg.                              | 1884           |
| Anthracothecium australiense  | (Müll. Arg.) Aptroot                              | 1997           |
| Anthracothecium capense       | (Zahlbr. ex van der Byl) Kr.P. Singh & G.P. Sinha | 2010           |
| Anthracothecium cristatellum  | Nagarkar & Patw.                                  | 1981           |
| Anthracothecium doleschallii  | A. Massal.                                        | 1871           |
| Anthracothecium erigens       | (Kashiw.) H. Harada                               | 2004           |
| Anthracothecium himalayense   | (Räsänen) D.D. Awasthi                            | 1965           |
| Anthracothecium interlatens   | (Nyl.) Aptroot                                    | 2011           |
| Anthracothecium macrosporum   | (Hepp) Müll. Arg.                                 | 1880           |
| Anthracothecium oculatum      | Müll. Arg.                                        | 1891           |
| Anthracothecium prasinum      | (Eschw.) R.C. Harris                              | 1987           |
| Anthracothecium sinapispermum | (Fée) Müll. Arg.                                  | 1880           |
| Anthracothecium thwaitesii    | (Leight.) Müll. Arg.                              | 1880           |
| Anthracothecium variolosum    | (Pers.) Müll. Arg.                                | 1880           |